# Jean-Nicolas Geoffroy
Jean-Nicolas Geoffroy, né à Vitry-le-François vers 1633 et mort à Perpignan le 11 mars 1694, est un compositeur, claveciniste et organiste français de la période baroque.

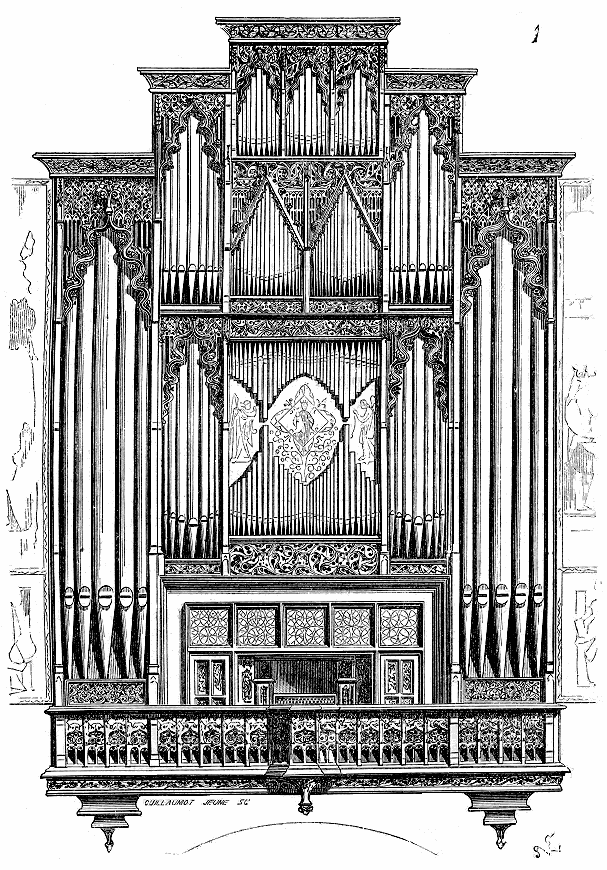
Orgue de la cathédrale Saint-Jean-Baptiste, à Perpignan

## Biographie
La vie de ce musicien (probablement élève de Lebègue) n'est pas connue jusque vers 1690 où il est organiste de l'église Saint-Nicolas-du-Chardonnet à Paris et expert dans la facture de cet instrument. Il s'installe ensuite à Perpignan où il est titulaire de l'orgue de la cathédrale Saint-Jean-Baptiste à partir de 1692.

## Œuvre
Il a laissé, sous forme de manuscrit (copie non autographe), une des plus importantes collections de l'école française de clavecin, comprenant 217 pièces groupées en suites dans tous les tons majeurs et mineurs de la gamme diatonique, seul exemple au XVIIe siècle de cette exploitation systématique menée à son terme.
Un pseudo Livre d'orgue est également attribué à Jean-Nicolas Geoffroy par Jean Bonfils (édité par Heugel en 1974). Ce livre est composé de noëls, de pièces liturgiques et de transcriptions d'opéras de Lully.
Quelques œuvres de musique religieuse ont été conservées :
- Ave regina cœlorum
- Memento Domine David (psaume)
- Regina cœli lætare
- Stabat Mater à 4 voix, a cappella ou avec basse continue. Paris, v. 1675.
- Messe pour les fêtes doubles

## Discographie
- Jean-Nicolas Geoffroy, Tombeau en forme d’allemande en ut mineur. Pauline Aubert, clavecin (Pleyel?), L’Anthologie sonore (1935) sur GALLICA.
- Jean-Nicolas Geoffroy et Louis Couperin, Französische Cembalomusik. Colin Tilney, clavecin, EMI Classics 8 26514 2 (1978 & 2000)
- Œuvres de Jean-Nicolas Geoffroy. Martine Roche, clavecin Rückers du Musée d’Unterlinden (Colmar); orgue Koenig de l’église Saint-Sulpice de Pierrefonds; Jean-Louis Charbonnier, Françoise Bloch et Anne-Marie Lasla, violes. Lyrinx 8106-26/27 (1981).
- Jean-Nicolas Geoffroy. Music for Choir and Organ. Le Concert Spirituel, Hervé Niquet, orgue et direction. Naxos 8.553637 (1995).
- Jean-Nicolas Geoffroy. Pièces de clavessin. Aurélien Delage, clavecin «D. F.». Passacaille PAS991 (2013).
- Jean Nicolas Geoffroy. Pièces de clavessin. Ewa Mrowca, clavecin d'après Pierre Donzelague (Lyon, 1711), Dux DUX0137 (2013).

## Sur YouTube
- Memento Domine David, Le Concert Spirituel, Hervé Niquet, orgue et direction
- Chaconne en sol mineur Aurélien Delage, clavecin de la fin du XVIIe aux initiales "D. F." (collection Yannick Guillou).
- Chaconne sur 4 mesures (sol mineur), Andreas Zappe, clavecin de Titus Crijnen (Hollande, 1999) d'après le Couchet/Ruckers (1679), du Smithsonian Institution, Washington.

## Partitions
- Jean Bonfils (éd.): Livre d’orgue attribué à Jean-Nicolas Geoffroy. Heugel, Le Pupitre 53, Paris, 1974.
- Jacques Frisch (éd.): Pièces de clavessin de tous les tons naturels et transposés de Jean Nicolas Geoffroy. Les Cahiers du Tourdion, Strasbourg, s.d. (v.1980).
- M.G. Genesi (éd.), J.-N. Geoffroy, Stabat Mater - A 4 voix a cappella ou avec basse continue (Paris, v. 1675). Milan, Tip. Giusti, 2009.
- Mary Tilton (éd.) Works by Jean Nicolas Geoffroy. Paris, Bibliothèque Nationale de France, MS Rés. 475. Williamstown (MA), Broude Brothers, en fac-similé, coll. «The Art of the Keyboard», vol 9. 2007.
- Mary Tilton (éd.). Jean Nicolas Geoffroy. Selected Works for Harpsichord and Organ. Broude Brothers Ltd. ca 2007.
- Mary C. Tilton et Wendy Gillespie (éd.). The music for viols by Jean Nicolas Geoffroy, Teddington (Middlesex), Fretwork Editions, no. 16.1999.
- « Geoffroy, Jean-Nicolas » (partitions libres de droits), sur l'IMSLP